# Portrait de Francesco Gonzaga
Le Portrait de Francesco Gonzaga (vers 1461) est une peinture de l'artiste italien de la Renaissance Andrea Mantegna. Il est conservé au Musée de Capodimonte, à Naples.
Francesco Gonzaga est le deuxième fils de Ludovico Gonzaga, marquis de Mantoue, qui avait été nommé cardinal par le pape Pie II, âgé de seulement dix-sept ans, juste après le Concile de Mantoue.
La peinture est l'un des premiers portraits exécutés par Mantegna à la cour de Mantoue, où il avait déménagé en 1460.

## Sources
- Tatjana Pauli, Mantegna, Milan, Leonardo Arte, 2001